# Rio da Jararaca
Der Rio da Jararaca ist ein etwa 39 km langer linker Nebenfluss des Rio Iguaçu im Süden des brasilianischen Bundesstaats Paraná.

## Etymologie
Jararacas sind Giftschlangen, die in Südostbrasilien verbreitet vorkommen.

## Geografie

### Lage
Das Einzugsgebiet des Rio da Jararaca befindet sich auf dem Terceiro Planalto Paranaense (Dritte oder Guarapuava-Hochebene von Paraná).

### Verlauf
Sein Quellgebiet liegt im Munizip Bituruna auf 954 m Meereshöhe etwa 10 km südlich des Hauptorts an der PR-170.
Der Fluss verläuft in nördlicher Richtung. Er mündet auf 719 m Höhe von links in den Rio Iguaçu, der hier für das Kraftwerk Foz do Areia aufgestaut ist. Er ist etwa 39 km lang.

### Munizipien im Einzugsgebiet
Der Rio da Jararaca verläuft vollständig innerhalb des Munizips Bituruna.